# (5117) Mokotoyama
(5117) Mokotoyama es un asteroide perteneciente al cinturón de asteroides, descubierto el 8 de abril de 1988 por Kin Endate y el también astrónomo Kazuro Watanabe desde el Observatorio de Kitami, Hokkaidō, Japón.

## Designación y nombre
Designado provisionalmente como 1988 GH. Fue nombrado Mokotoyama en homenaje a la montaña del mismo nombre ubicada en la localidad japonesa de Hokkaido. La montaña se eleva a 1000 pies sobre el nivel del mar y desde la que se puede divisar al suroeste del Lago Kussharo y al oeste el Mar de Ojotsk.

## Características orbitales
Mokotoyama está situado a una distancia media del Sol de 3,060 ua, pudiendo alejarse hasta 3,269 ua y acercarse hasta 2,851 ua. Su excentricidad es 0,068 y la inclinación orbital 9,762 grados. Emplea 1955,64 días en completar una órbita alrededor del Sol.

## Características físicas
La magnitud absoluta de Mokotoyama es 12,4.